# Víctor Castañeda
Víctor Manuel Castañeda Flores (* 21. Dezember 1938 in San Vicente de Tagua Tagua) ist ein ehemaliger chilenischer Fußballspieler. Der Abwehrspieler absolvierte ein Länderspiel für Chile.

## Karriere

### Verein
Víctor Castañeda spielte von 1960 bis 1974 für den CD Palestino. In dieser Zeit kam er mindestens in 352 Ligaspielen zum Einsatz und erzielte sechs Tore. Seine beste Platzierung war die Vizemeisterschaft 1974.

### Nationalmannschaft
Víctor Castañeda absolvierte im Februar 1967 für Chile unter Trainer Alejandro Scopelli sein einziges Länderspiel. Beim Campeonato Sudamericano 1967 wurde der Abwehrspieler im letzten Gruppenspiel beim 0:0-Unentschieden gegen Bolivien in der 62. Spielminute für Víctor Adriazola eingewechselt. Chile wurde mit zwei Siegen, zwei Unentschieden und einer Niederlage Turnierdritter.

## Persönliches
Víctor Castañeda ist der ältere Bruder von Gerardo Castañeda und der Onkel der beiden Profifußballer Víctor Hugo Castañeda und Cristián Castañeda, die in der chilenischen Nationalmannschaft spielten.